# Alexandra Morton

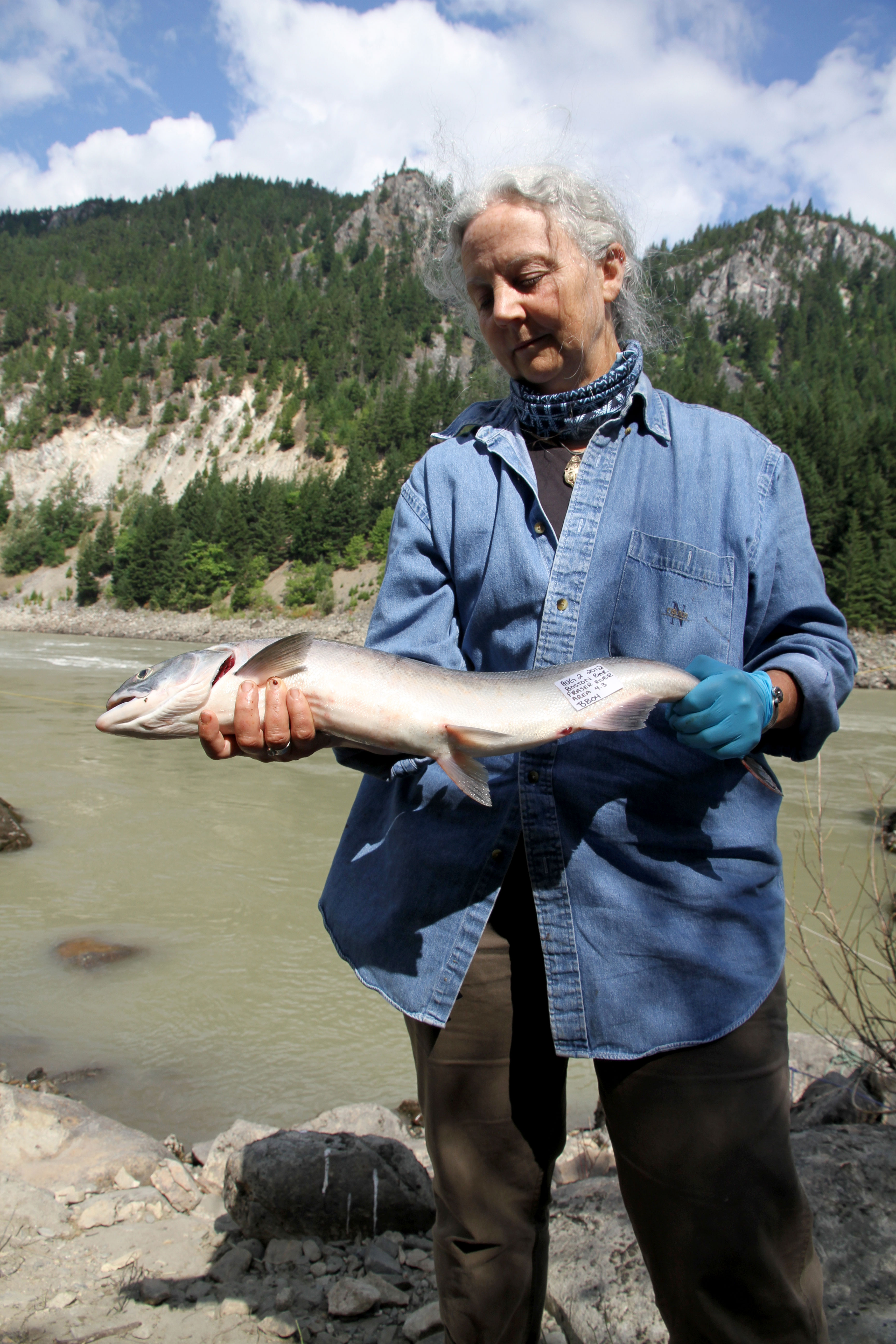
Alexandra Morton, 2012

Alexandra B. Morton, geborene Alexandra Hubbard (* 13. Juli 1957 in Connecticut, USA) ist eine kanadisch-US-amerikanische Meeresbiologin sowie Umweltschützerin. Sie hat die Echoortung von Walen und die Sprachkommunikation zwischen Meeressäugern untersucht. Sie machte auf die Auswirkungen der Lachszucht auf den kanadischen Wildlachs aufmerksam.

## Leben
Alexandra Morton studierte Meeresbiologie und Cetologie an der American University und schloss ihr Studium 1977 mit einem Bachelor ab. Zu dieser Zeit nahm sie die Geräusche von Orcas auf, die im Becken des Marineland in Kalifornien in Gefangenschaft gehalten wurden. Im folgenden Jahrzehnt zog sie nach Echo Bay auf Gilford Island in British Columbia, um die Sprache der freilebenden Orcas der ansässigen südlichen Orca-Population zu erforschen.
1987 begannen sich in der Nähe, in den Gewässern des Broughton-Archipels, Aquakulturbetriebe anzusiedeln. Hunderttausende atlantische Lachse werden in Reusen im Pazifischen Ozean gezüchtet. Die im Süden ansässigen Orcas, die sich fast ausschließlich von Königslachs ernähren, verließen die Region.
Anfang der 2000er Jahre stellte Alexandra Morton fest, dass wilde Lachsjunge in der Nähe von Zuchtnetzen von Fischläusen befallen waren und viele von ihnen das Erwachsenenalter nicht erreichten. Sie beginnt, sich für die Umweltauswirkungen der Lachs-Aquakultur und die ungewöhnlichen Mengen an Viren, Bakterien und Parasiten zu interessieren, denen wilde Lachse in der Nähe von Zuchtanlagen ausgesetzt sind.
Alexandra Morton organisierte eine Spendenkampagne, um eine Klage zu finanzieren, und erwirkte ein Urteil, das Fischfarmen in Kanada unter Bundesgerichtsbarkeit stellt. So konnte sie 2015 und erneut 2016 eine Klage gegen das kanadische Bundesministeriums für Fischerei und Ozeane (Fisheries and Oceans Canada) einreichen. Sie argumentierte, dass das Ministerium die Vorschriften zum Schutz von Wildlachs nicht einhielt.
2016 nahm sie zusammen mit Pamela Anderson an einer Kampagne der Umweltschutzorganisation Sea Shepherd Conservation Society gegen die Lachszucht in British Columbia teil.
Im Dezember 2020 trugen Mortons Forschungen zu einer Entscheidung des kanadischen Bundesministeriums für Fischerei und Ozeane bei, alle Lachsfarmen in den engen Passagen zwischen Vancouver Island und dem Festland bis Ende Juni 2022 zu schließen.
Alexandra Morton ist Direktorin der Raincoast Research Society, die sie 1981 gründete, um die Auswirkungen der Lachszucht auf den Wildlachs in British Columbia zu untersuchen. Sie ist Mitbegründerin der Broughton Archipelago Stewardship Alliance, die sie 1999 gründete, um zur Erforschung und Wiederherstellung des Lachshabitats beizutragen.

## Preise und Auszeichnungen
- 2010: Ehrendoktorwürde der Simon Fraser University für ihre Forschungen über Fischläuse[13]
- 2010: Wings WorldQuest Sea Award[14]
- 2008: Eugene Rogers Umweltpreis[15]
- 2006: Murray A. Newman Award für den Schutz von Gewässern[16]
- 1992: Sheila-Egoff-Preis des Canadian Children’s Book Centre für das Buch Siwiti: A Whale Story[1]